# هيو أوبراين
هيو أوبراين (بالإنجليزية: Hugh O'Brien)‏ هو سياسي أمريكي، ولد في 13 يوليو 1827 في جمهورية أيرلندا، وتوفي في 1 أغسطس 1895 في الولايات المتحدة. حزبياً، نشط في الحزب الديمقراطي. وقد انتخب عمدة بوسطن ‏ (5 يناير 1885 – 7 يناير 1889).